# Naklo község
Naklo község (szlovén nyelven Občina Naklo) Szlovénia 212 alapfokú közigazgatási egységének, azaz községének egyike a Gorenjska statisztikai régióban. A községet 1994-ben alapították. Adminisztratív központja Naklo város.
Naklo község a Ljubljanai-medencében, a Kranji-síkságon és a Naklo-völgy közepén, a Száva és a Tržič Bistrica folyók között fekszik. Délen és keleten Kranj városi községgel, északon Tržič községgel, nyugaton pedig Radovljica községgel határos. Bár a Naklo-völgy meglehetősen keskeny, Naklo község jó közúti összeköttetésekkel rendelkezik. 

## A községhez tartozó települések
A községhez Naklo székhelyen kívül a következő települések tartoznak:
- Bistrica
- Cegelnica
- Gobovce
- Malo Naklo
- Okroglo
- Podbrezje
- Polica
- Spodnje Duplje
- Strahinj
- Zadraga
- Zgornje Duplje
- Žeje

## Népesség
| Lakosok száma | 5126 | 5211 | 5284 | 5305 | 5340 | 5300 | 5310 | 5339 | 5402 | 5417 |
|               | 2008 | 2009 | 2011 | 2012 | 2013 | 2015 | 2016 | 2017 | 2019 | 2020 |